# Папуа (затока)
Затока Папуа (англ. Gulf of Papua, індонез. Teluk Papua) — затока в Кораловому морі, в південно-східній частині острова Нова Гвінея, на півдні Папуа Нової Гвінеї.

## Географія
Південною межею затоки є лінія від південно-західної частини дельти річки Флай на заході до Кабо-Саклінга (мис Саклінг), який знаходиться за 355 км на схід від гирла річки Флай, за 70 км на північний захід від міста Порт-Морсбі. Таким чином, площа затоки становить близько 35 000 км². В північній частині, затока обмежується південним узбережжям Папуа Нової Гвінеї і омиває провінції — Західна, Галф і Центральна.
Кілька великих річок Нової Гвінеї впадають у затоку Папуа — це річки Флай, Пурарі, Кікорі, Турама, які у своїх гирлах, утворюють велику дельту. Найбільша із них, дельта річки Флай — 7100 км².
У той час як західне узбережжя затоки характеризується болотистими низовинами, прибережні землі на схід — плоскі і піщані.

## Економіка
Жителі регіону в перш за все займаються рибальством та полюванням і, а також, в залежності від району — сільським господарством і садівництвом. З початку 1990-х років населення затоки зіткнулося з інтенсивною експансією з боку транснаціональних компаній, інтереси яких полягають у пошуках корисних копалин (зокрема нафти) і доходів від вирубки тропічних лісів для добування цінної твердої деревини. Із середини 1990-х років в регіоні були створені кілька лісопильних компаній, зокрема Рімбунан Хіджау. Ведеться будівництво нафтопроводу від свердловин нафтових родовищ до морського терміналу в затоці Папуа. В затоці, також були виявлені великі поклади природного газу. Довгострокові соціальні та екологічні наслідки цих проектів інтенсивного видобутку ресурсів в цьому первозданному регіоні досі не одержали оцінки.

## Етнографія
Населення, яке проживає на узбережжі затоки, в прибережних мангрових лісів і в ключових регіональних поселеннях (Дару, Керема, Порт-Морсбі, Кікорі, Баймуру, Ігу, Малалауа) — вирізняється різноманітністю культурних груп і розмовляє, в основному, мовами австронезійської групи, хоча за походженням не має спільних предків. Спільноти організовані на основі племінних і кланових меж. Хоча такі межі залишилися недоторканими протягом досить довгого часу, представники громад досить часто вступають в шлюб один з одним в рамках одного регіону та за межами своїх етнічних груп.